# Palaeoheterodonta
Palaeoheterodonta (лат., с др.-греч. — древнеразнозубые) — клада двустворчатых моллюсков, которой придают ранг от субтеркласса (когорты) до подкласса.
Отличительной особенностью представителей клады является то, что две половинки раковины имеют одинаковый размер и форму, но зубцы шарниров расположены в один ряд, а не разделены на две группы. 

## Классификация
На февраль 2021 года в таксон включают 2 современных отряда и 3 вымерших семейства вне их:
- Семейства incertae sedis
  - † Семейство Lyrodesmatidae P. Fischer, 1886
  - † Семейство Pseudarcidae Scarlato & Starobogatov, 1979
  - † Семейство Thoraliidae Morris, 1980
- Отряд Trigoniida
  - † Надсемейство Megatrigonioidea van Hoepen, 1929
  - † Надсемейство Myophorelloidea Kobayashi, 1954
  - † Надсемейство Pseudocardinioidea Martinson, 1961
  - Надсемейство Trigonioidea Lamarck, 1819
  - † Надсемейство Trigonioidoidea Cox, 1952
  - †  Надсемейство Trigonodoidea Modell, 1942
- Отряд Unionida Gray, 1854
  - Надсемейство Etherioidea Deshayes, 1832
  - † Надсемейство Silesunionoidea Skawina & Dzik, 2011
  - † Надсемейство Tamesnelloidea Van Damme & Bogan, 2015
  - Надсемейство Unionoidea Rafinesque, 1820